# Voalavo
Voalavo är ett släkte gnagare i underfamiljen madagaskarråttor med två arter. Voalavo antsahabensis är för närvarande bara känd från en liten region i Madagaskars centrum. Voalavo gymnocaudus förekommer i norra Madagaskar. Båda vistas i skogar i bergstrakter som ligger högre än 1 250 meter över havet. Dessa gnagare upptäcktes 1994 för första gången och beskrevs 1998 som ett nytt släkte. Voalavo påminner om vanliga möss och tillhör underfamiljens minsta medlemmar. Arterna liknar ganska mycket släktet Eliurus och nyare genetiska undersökningar tyder på att släktets status kanske måste ändras. Voalavo saknar däremot en tofs vid svansens slut som är typisk för släktet Eliurus. Hannar har två körtlar vid buken som under parningstiden producerar en söt luktande myskliknande vätska. Släktena skiljer sig även i detaljer av skallens och tändernas konstruktion från varandra.

## Upptäckt och taxonomi
Den första individen av släktet fångades 1994 i naturreservatet Anjanaharibe-Sud i norra Madagaskar. 1998 beskrevs släktet Voalavo som ett monotypiskt taxon av Michael Carleton och Steven Goodman med Voalavo gymnocaudus som enda art. Släktnamnet Voalavo är det malagassiska ordet för "gnagare". 2005 fångades fler individer i öns centrala bergstrakter nära staden Anjozorobe och de beskrevs sedan av Goodman som den andra arten i släktet, Voalavo antsahabensis. Släktets två arter har en stark förbindelse med varandra och de ser nästan likadana ut, men skiljer sig i vissa morfologiska detaljer (främst storleken) och dessutom avviker konstruktionen av deras mitokondriella DNA med 10 procent.
Voalavo tillhör underfamiljen madagaskarråttor (Nesomyinae) som utgörs av nio släkten som alla är endemiska för Madagaskar. Före upptäckten av släktena Monticolomys (beskriven 1996) och Voalavo (1998) var de dittills kända släkten av madagaskarråttor så mycket avvikande från varandra att deras fylogenetiska enhet var omstridd bland zoologerna. Liksom Monticolomys (som är närmast släkt med Macrotarsomys) visade Voalavo tydliga överensstämmelser med ett annat släkte i underfamiljen, Eliurus. I sin beskrivning av Voalavo antog Carleton & Goodman att Voalavo och Eliurus, trots nära släktskap, bildade sina egna monofyletiska grupper. En molekylärgenetisk studie av Sharon Jansas forskarlag visade däremot 1999 att Voalavo gymnocaudus är närmare släkt med Eliurus grandidieri än med de andra arterna av släktet Eliurus. På grund av resultatet uppkom frågor om Voalavo överhuvudtaget förtjänar släktstatus. Problemet är obesvarat då studien från 1999 inte hade tillgång till genetiskt material från alla arter i släktet Eliurus. Främst saknades prover av arten Eliurus petteri, som enligt äldre forskningar är närmast släkt med Eliurus grandidieri.
Genetiska undersökningar visade även en nära släktskap mellan Eliurus samt Voalavo och två andra släkten av madagaskarråttor, Gymnuromys och Brachytarsomys. De sistnämnda släktena visade dittills den största avvikelsen mot de andra madagaskarråttorna och även mot de andra medlemmarna av familjen Nesomyidae, som förekommer på Afrikas fastland.

## Utseende
| fyndplats (art)                                                                     | n | huvud+bål | svans   | bakfot | öra   | vikt      |
| ----------------------------------------------------------------------------------- | - | --------- | ------- | ------ | ----- | --------- |
| Anjanaharibe-Sud (V. gymnocaudus)                                                   | 4 | 86–90     | 119–120 | 20–21  | –     | 20,5–23,5 |
| Marojejy (V. gymnocaudus)                                                           | 5 | 80–90     | 113–126 | 17–20  | 15–15 | 17,0–25,5 |
| Anjozorobe (V. antsahabensis)                                                       | 4 | 86–91     | 106–119 | 19–21  | 15–16 | 20,7–22,6 |
| n: Antal uppmäta individer. Alla värden är i millimeter, utom vikten som är i gram. |   |           |         |        |       |           |

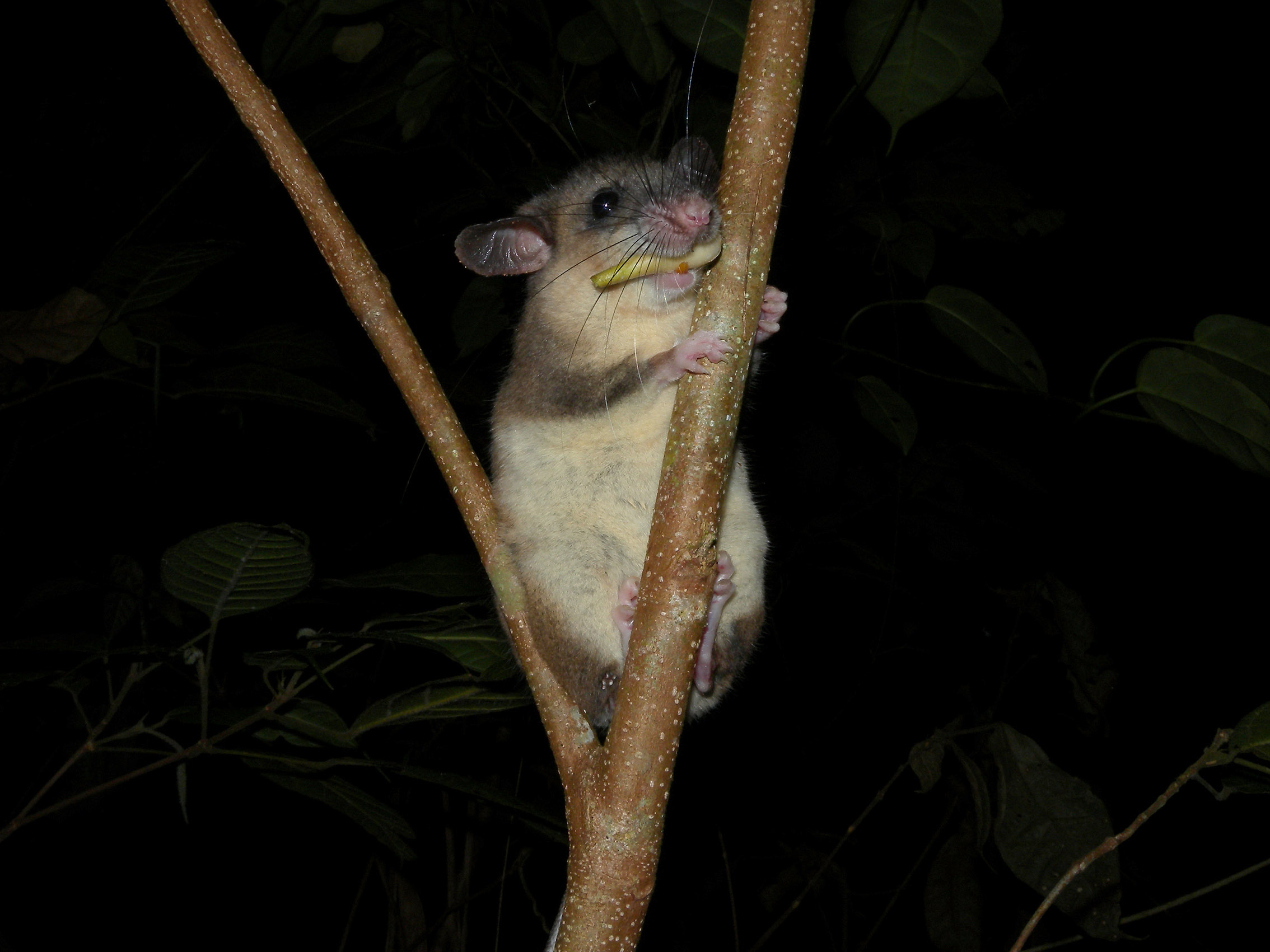
En art från släktet Eliurus som är närmast släkt med Voalavo.

Arterna i släktet är små gnagare och påminner om vanliga möss. Båda räknas tillsammans med arten Monticolomys koopmani till de minsta madagaskarråttor. Angående den yttre kroppsbyggnaden liknar Voalavo rätt mycket släktet Eliurus. Till exempel är pälsfärgen, konstruktionen av fötterna och antalet spenar (sex) hos honor likadant för båda släkten. Däremot har alla arter av Eliurus en påfallande tofs vid svansens slut, medan Voalavo bara har något längre hår där. Svansen är längre än övriga kroppen. Med sin relativa svanslängd av 136 % (jämförd med längden för huvud + bål) liknar V. gymnocaudus arterna E. grandidieri och E. petteri som i sitt släkte har den längsta svansen. Hos V. antsahabensis är svansen något kortare. För övrigt är de köttiga vulsterna vid fötternas undersida hos Eliurus något större och dessutom har den centrala vulsten i mitten av vristbenet en mera rund form hos Voalavo medan den hos Eliurus är mera långsträckt. Kännetecknande är dessutom en körtel som sitter vid bröstet av hannarna från släktet Voalavo som under parningstiden producerar ett söt luktande myskliknande ämne, körteln saknas hos Eliurus. Voalavo saknar även en öppning vid överarmsbenets nedre (distala) del som återfinns hos alla andra madagaskarråttor med undantag av släktet Brachyuromys.
Skallen av Voalavo liknar skallen av Eliurus och är likaså långsträckt vid ansiktet och delen mellan ögonen är timglasformig. Dessutom är den del som täcker hjärnan jämn utan större åsar och rännor. För övrigt finns några kännetecken för skallen av Voalavo som bara återfinns hos vissa arter av Eliurus. Till exempel är hålet i underkäkens mitt (där blod- och nervsträngar passerar) för Voalavo så stort att det bara matchar de största hålen inom släktet Eliurus (arterna Eliurus majori och Eliurus penicillatus). Den bakre kanten av detta hål är rund hos V. antsahabensis och ojämn hos V. gymnocaudus. De båda arterna skiljer sig även beträffande utformningen av sömmen mellan överkäken och gombenet. Den är hos V. antsahabensis rak, medan den hos V. gymnocaudus är kurvig. Den del av underkäken som rymmer roten för de nedre framtänderna är otydlig hos Voalavo, något som återfinns hos E. grandidieri, E. majori, och E. petteri, men inte hos andra arter av Eliurus.
Ytterligare särdrag hos skallen skiljer de två släkten från varandra. Taket, som täcker de tre hörselbenen, är mycket reducerat för Voalavo jämfört med Eliurus. Öppningar i tinningbenet är större hos Voalavo än hos Eliurus. Dessutom saknar okbenet av Voalavo den tydliga skåra som finns hos Eliurus. Inom underfamiljen är skåran bara hos släktet Brachytarsomys mer reducerad.
Liksom Eliurus har Voalavo molarer med hög tandkrona men hos Eliurus är kronorna lite högre. De tredje övre molarerna är mindre för Voalavo jämfört med de andra molarerna. De övre molarerna har tre rötter och de nedre två.

## Utbredning och ekologi

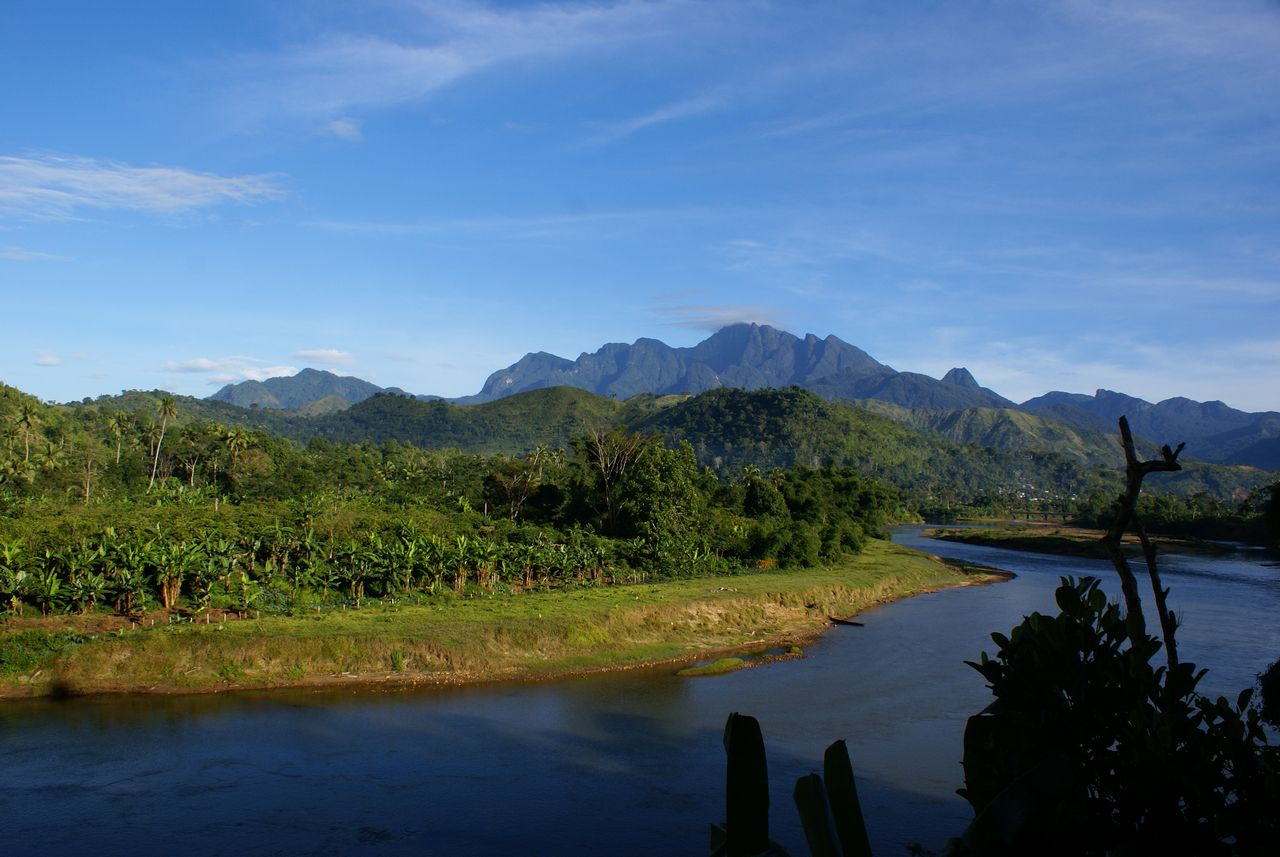
Typiskt landskap i Marojejy nationalpark, där den nordliga arten förekommer.

Båda arterna av Voalavo vistas i bergsskogar. V. gymnocaudus är bara känd från det norra höglandet på Madagaskar (Northern Highlands) från höjder som ligger 1 250 till 1 950 meter över havet. Den förekommer bland annat i Marojejy nationalpark och i naturreservatet Anjanaharibe-Sud. Individer av V. antsahabensis upptäcktes hittills nära staden Anjozorobe i 1 250 till 1 425 meter höga bergstrakter. Även om utbredningsområdena för de två arterna bara ligger 450 km från varandra så ligger ett låglänt område mellan dem och detta tolkas som en barriär mellan arterna. Subfossila rester av Voalavo hittades i provinsen Mahajanga i nordvästra Madagaskar.
Det är inte mycket känt om arternas levnadssätt och särskild saknas informationer för arten Voalavo antsahabensis. V. gymnocaudus vistas antagligen främst på marken men den kan tidvis klättra i växtligheten. Arten är främst aktiv på natten, har upp till tre ungar per kull och livnär sig troligen av frukter och frön. En del parasiter har observerats på V. gymnocaudus, däribland kvalster och arter av släktet Eimeria (tillhörande Apicomplexa).

## Status och hot
I det begränsade utbredningsområdet för Voalavo antsahabensis utförs svedjebruk (på Madagaskar känd som tavy) och därför listas arten av IUCN som starkt hotad (EN). Även V. gymnocaudus lever i en liten region men den består främst av naturskyddsområden och arten listas som livskraftig (LC).